# Anochthiphila nigra
Anochthiphila nigra är en tvåvingeart som beskrevs av Tanasijtshuk 1996. Anochthiphila nigra ingår i släktet Anochthiphila och familjen markflugor. Inga underarter finns listade i Catalogue of Life.